# Первый храм
Первый храм, также Храм Соломона (950—586 год до н. э.) — еврейский храм в Иерусалиме, название Иерусалимского храма до его разрушения войсками Навуходоносора II в 586 году до н. э. Строительство его описано в библейских книгах 3 Книга Царств, главы 8 и 9 и 2 Паралипоменон, глава 3.
Создание центрального храма в Древнем Израиле олицетворяло объединение Израильского царства и могло произойти лишь во время упрочения этого единства. И действительно, согласно Библии, храм был воздвигнут в период наивысшего проявления национального единства еврейского народа, в царствование Соломона. Соломону удалось осуществить план постройки грандиозного храма, к которому устремлялись бы на поклонение евреи со всех концов Израиля.
Библия повествует, что во всё время, пока евреи должны были воевать с соседними народами, Бог не хотел обитать в «Доме», а странствовал «в шатре и скинии».
Царь Давид завоевал столицу иевусеев Иерусалим и торжественно перенёс Ковчег Завета туда, где поместил его в специально предназначенную для него скинию и лично принёс в ней жертвы Богу.
Иерусалим находился на территории между наделами колена Иуды (к которому принадлежал Давид) и колена Вениамина (к которому принадлежал первый царь Израиля Саул). Перенеся Ковчег Завета, символ присутствия Бога, в город, не принадлежавший ни одному из колен и бывший в личном владении царя, Давид, тем самым, превратил свою столицу в святой город, вокруг которого концентрировалась религиозная жизнь всех двенадцати колен Израиля.
В Иерусалиме Давид купил у иевусея Аравны гору Мориа, где воздвиг на месте гумна жертвенник Богу Израиля, чтобы остановить поразившую народ эпидемию. Согласно Библии, это и есть гора Мориа, где происходило жертвоприношение Исаака. Давид намеревался соорудить на этом месте храм, однако, вняв словам пророка Нафана, оставил эту миссию своему сыну Соломону.

## Строительство
За годы своего правления царь Давид произвёл значительные приготовления для строительства храма. Добытые им в войнах, а также полученные в дар металлы и сосуды из золота, серебра и меди он посвятил Богу. Он оставил Соломону огромные запасы золота и серебра и несметное количество железа и меди. Из остатков первоначальных жителей Ханаана он составил кадры рабочих для добывания и доставки тёсаных камней для храма. Знаменитые ливанские кедры доставили ему морским путём финикийцы.
Передавая царство Соломону, Давид завещал ему строительство храма и приказал всем начальникам Израиля помогать его преемнику в выполнении этого великого дела. Перед своей смертью Давид созвал представителей всех колен и всех начальников и предложил им сделать пожертвования в пользу строительства. Соломону Давид передал и разработанный им, совместно с Верховным Судом (Синедрионом), план храма. Описание проекта храма Давид завершил словами: «Всё это (сказано) в писании от Господа, — который вразумил меня о всех работах предначертанных.».
Соломон (970—930 гг. до н. э.) приступил к строительству храма на четвёртый год своего царствования, в 480 году после Исхода евреев из Египта, в начале второго месяца (3Цар. 6:1, 2Хрон. 3:1-2). Начало правления Соломона точно неизвестно, по наиболее распространённой гипотезе строительство храма началось в 966 году до н. э., по другой в 964 году до н. э.. За содействием он обратился к Хираму, царю финикийского города Тира. Тот прислал опытного зодчего по имени Хирам Абифф, плотников и других ремесленников.
Кедры и кипарисы, самый дорогой материал того времени, также доставил из Ливана Хирам. Камни (песчаник) добывали там же на горе, где их обтёсывали каменотесы Соломона и Хирама и жители финикийского города Гебал. Уже в готовом виде их доставляли на место постройки, так что «ни молота, ни тесла, ни всякого другого железного орудия не было слышно в храме при строении».
Потребность в меди для храмовых колонн и утвари, по-видимому, обеспечивалась поставками с медных копей Соломона в Эдоме. Военные трофеи Давида и торговые предприятия Соломона обеспечивали строительство серебром. Всех работников было 30 000 израильтян и 150 000 ханаанеев и финикиян, 3 300 специально назначенных надсмотрщиков руководили работами.
Строительство самого Храма длилось 7 лет: с 957 по 950 год до н. э. (по другим данным, с 1014 по 1007 год до н. э.). Работа была завершена в восьмом месяце 11-го года царствования Соломона. Празднование освящения Храма было произведено на следующий год, в седьмом месяце, перед праздником Суккот (Кущей), и было отпраздновано с величайшей торжественностью, при участии старейшин Израиля, глав колен и родов. Ковчег Завета был торжественно установлен в Святая святых, и Соломон вознёс публичную молитву, начало которой гласит:

Господь сказал, что Он благоволит обитать во мгле; я построил храм в жилище Тебе, место, чтобы пребывать Тебе во веки.
— 3Цар. 8:12,13
Вместе с тем, Соломон подчёркивает:

Поистине, Богу ли жить на земле? Небо и небо небес не вмещают Тебя, тем менее сей храм, который я построил.
— 3Цар. 8:27
Празднование освящения храма длилось 14 дней и его описание свидетельствует о том, что строительство храма было делом величайшей важности для всего народа.
Храм являлся частью комплекса царского дворца и, несомненно, доминировал над окружающими постройками. Дворец, над возведением которого трудился, вероятно, тот же финикийский зодчий Хирам, располагался рядом с храмом и сообщался с ним посредством отдельного входа. Недалеко от храма Соломон также построил свой летний дворец и дворец для дочери египетского фараона, которую взял в жёны. Строительство всего храмового комплекса длилось 16 лет.

## Архитектура Храма Соломона
Основные источники, по которым можно составить представление о внешнем виде и внутреннем устройстве Храма Соломона, — это 3Цар. (гл. 6—7) и 2Пар. (гл. 2—4). Описание Храма Иезекииля (Иез. 40—48) может также быть использовано для восстановления представления о Храме Соломона, поскольку в этом описании, несомненно, имеются элементы, взятые из действительности, однако есть в этом описании и отличия.
Нет информации ни из одного внешнего, «нееврейского» источника, который бы описывал Храм Соломона. Многие исследователи исходят из предположения, что, поскольку архитекторами Храма Соломона были финикийцы, в его архитектуре должны присутствовать немало элементов других храмов Древнего Востока.
До сих пор не найдено и прямых археологических свидетельств из Храма Соломона, поскольку непосредственно на Храмовой горе археологические раскопки никогда не проводились. При просеивании земли с Храмовой горы были найдены некоторые косвенные свидетельства, среди которых камень с именем священника из священнической семьи, которая упоминается в книге пророка Иеремии (Ирмиягу) (Иер. 20:1), а также наконечник стрелы, подобные которому использовались в армиях Навуходоносора.
Храм, построенный Соломоном в Иерусалиме, принципиальным образом отличался от всего, что ему предшествовало в еврейской истории. Впервые храм был возведён в качестве постоянного и основательного каменного здания в совершенно определённом и особом месте.
Священная территория храма имела две главные части: двор (Азара) и здание храма (Хейхаль, «Святилище»).

### Двор храма
Двор занимал большую площадь и был разделён на две части — внешний двор и внутренний.
- При входе на территорию Храмовой горы попадали прежде во «внешний двор»[30], который назывался также «большим» (Эзра гдола)[31] или «новым»[32], то есть расширенным. Этот двор предназначался для народа — здесь происходили народные собрания[33] и молитвы. Особенно много людей собиралось здесь по праздникам[34]: в Субботу, дни новолуния (Рош Ходеш) и в праздники Паломничества (Песах, Шавуот и Суккот).

Во «внешний двор», кроме главного входа с востока, вели ещё входы с севера и с юга (со стороны дворца). С этих трёх сторон к нему примыкали здания для священников и кладовые.
- Через внутренние «южные» ворота, покрытые медью[31], поднимались во «внутренний двор», который назывался также «верхним»[35], поскольку находился выше внешнего двора, или «двором священников»[31], поскольку предназначался для священников и непосредственно примыкал к зданию храма. Он был построен из трёх рядов обтёсанного камня и из ряда кедровых брусьев и был окружён низкой оградой в три локтя высотой[36], чтобы через неё народ мог видеть священнодействие.

Цари могли входить в этот двор прямо из дворца через верхнюю галерею (Алия), так что им не нужно было проходить через внешний двор. При входе во внутренний двор помещалось нечто вроде ораторской трибуны (Амуд, то есть «столб»), с которой цари обращались с речами к народу.
В этом внутреннем дворе, перед входом в Притвор, стоял большой медный Жертвенник всесожжения, на котором совершались жертвоприношения животных. Он представлял собой квадратную трёхступенчатую конструкцию 20 локтей длиной, 20 шириной и 10 высотой.
1. Первая ступень (10 × 10 м), погружённая в землю и обведённая кюветом, была высотой в 1 м;
2. вторая ступень (8 × 8 м) — высотой 2 м;
3. третья (6 × 6 м) — высотой в 2 м — называлась Харэль, на её углах было четыре «рога».

С восточной стороны к жертвеннику примыкали ступени.
В стороне от жертвенника, к юго-востоку от здания храма, помещалось «медное море» (бронзовая чаша огромных размеров), служившее для омовения священников. Оно было одним из наиболее значительных технических достижений храмовых ремесленников. Диаметр «моря» составлял 10 локтей, длина его окружности 30, высота — 5, а ёмкость — от 2 тысяч до 3 тысяч батов. Толщина его стенок была приблизительно 7,5 см, так что вес «моря» должен был быть около 33 тонн. «Море» стояло на 12 медных быках — по три с каждой стороны света.
По сторонам двора (на севере и юге) стояли десять медных умывальников, по пяти в каждой стороне, для омовения жертв. Умывальники были украшены изображениями херувимов, львов и быков и стояли на медных «подставках» (мехонот) на больших колёсах.

### Здание храма
| Устройство Храма Соломона | Устройство Храма Соломона | Устройство Храма Соломона | Устройство Храма Соломона |
| ------------------------- | ------------------------- | ------------------------- | ------------------------- |
|                           |                           |                           |                           |

Здание храма было каменным и располагалось в центре внутреннего двора. Его длина составляла 60 локтей (с востока на запад), ширина — 20 локтей (с севера на юг) и высота — 30 локтей (соответственно 30 × 10 × 15 м). Храм был, таким образом, в длину и ширину вдвое больше Скинии Моисея, а в высоту — втрое. Впрочем, приведённые цифры указывают только внутренние размеры здания храма, толщина его стен не указана, однако в описании Храма Иезекииля она составляет 6 локтей.
Крыша храма была плоская и была сложена из кедровых брёвен и досок. Она не опиралась на колонны в центре зала, как это было принято в храмовом строительстве этого периода.
Внутренние стены храма были обшиты кедром и покрыты золотом, так же, как и его пол и вышки над Святая святых и над Притвором. Убранство их состояло из выпуклых изображений херувимов, пальм и распускающихся цветов, заключённых в квадратные клетки решётки.
В плане здание храма было продолговатой формы и состояло из трёх смежных помещений одинаковой ширины — Притвора (Улам), Зала (Хейхал или Кодеш) и Святая святых (Давир или Кодеш а-Кодашим).
- Притвор (Улам), составлявший восточную часть храма, отделял святое от мирского. Он имел 20 локтей в ширину (с севера на юг) и 10 локтей в длину (с востока на запад)[55]. Его высота указана в Хрониках в 120 локтей[56], однако не исключено, что слово меа (сто) в тексте лишнее. Притвор, таким образом, был одной высоты со Святая святых и на 10 локтей ниже Хейхала. Эти 10 локтей, вероятно, занимала вышка[57]. В то же время, по мнению многих еврейских комментаторов (в том числе, РаДаКа), высота Притвора была действительно 120 локтей, в то время как высота Хейхала и Святая святых составляла всего 30 локтей[58].

В Притвор поднимались по ступеням, а с двух сторон от входа стояли две медные колонны: правая называлась «Яхин», левая «Боаз». Каждая колонна имела в окружности 12 локтей и была высотой 18 локтей и ещё 5 локтей занимал венец.
В Притворе, по-видимому, ничего не помещалось.
- Святилище Хейхал, где велось богослужение, был самым большим помещением храма и по размерам не уступал большим храмам Ближнего Востока. Он был длиной 30 локтей, шириной — 20 и высотой — 30 (приблизительно 15 × 10 × 15 м).

В Хейхал вела из Притвора двустворчатая кипарисовая дверь шириной 10 локтей, украшенная вырезанными на ней херувимами, пальмами и распускающимися цветами. На косяке двери была укреплена мезуза из оливкового дерева. Толщина стены между Притвором и Хейхалом была 6 локтей.
В верхней части стен располагались окна.
Внутри стояла золотая Менора Моисея, по обеим сторонам от которой (вдоль северной и южной стен Хейхала) располагались ещё по пять золотых семисвечных светильников, которые отлил Хирам. Эти светильники горели постоянно и освещали храм и днём и ночью. Также у стен помещались по пяти золотых Столов хлебов предложения. Перед входом в Святая святых стоял небольшой (1 × 1 × 1,5 м) Жертвенник воскурения из кедрового дерева, покрытого золотом, для воскурения фимиама.
- В глубине Хейхала находилась Святая святых (Двир), отделённая от него каменной стеной, обшитой кедром[67], в которой была кипарисовая дверь, с косяками из оливкового дерева[68], закрытая дорогой завесой (парохет).

Святая святых была кубической формы, 20 × 20 × 20 локтей, то есть на 10 локтей ниже, чем Хейхаль, по-видимому, из-за более высокого пола и более низкого потолка, над которым находилась вышка (как другая над Притвором), служившая для хранения священных предметов.
В Святая святых находился только Ковчег Завета, в котором хранились Скрижали Завета. Ковчег был установлен на каменном пьедестале, высотою в 3 пальца от уровня пола. Этот камень назывался Эвен а-Штия — легендарный Камень Основания, который, по преданию, находится точно в центре Земли и является подножием Всевышнего. Длинной своей стороной Ковчег был поставлен от востока к западу, а его шесты упирались в противоположные стены.
Два гигантских херувима из оливкового дерева, покрытые золотом простирали по одному крылу над Ковчегом, касаясь стен другими. Херувимы были высотой 10 локтей (5 м), а каждое их крыло было 5 локтей (2,5 м).
В Святая святых не было окон, и она ничем не освещалась. Туда не входил никто, кроме первосвященника, который совершал там обряд воскурения раз в году, в Йом Киппур.
К зданию храма с трёх сторон (за исключением лицевой, восточной) примыкало трёхъярусное каменное строение, йациа (יציע), с множеством комнат, целаот (צלעות). Судя по всему, йациа представляла собой крытую галерею. Каждый её этаж делился приблизительно на 30 комнат, которые использовались в качестве складских и для других подсобных целей. Вход в комнаты был с южной стороны, откуда вела витая лестница во все три яруса. В каждой комнате было по одному окну с решётками.
Фундамент, на котором стояло основание храма, похоже был довольно высоким, так что его первый этаж был на уровне второго этажа галереи. Длина комнат нижнего этажа составляла 5 локтей, среднего — 6 локтей, а третьего, верхнего, — 7 локтей, что было следствием уменьшения толщины стен. В самом низу наружная стена здания храма, по-видимому, была 6 локтей, на втором этаже эта толщина уменьшалась до 5 локтей, а на третьем этаже она уже доходила до трёх локтей. Сужение стены вверху оставляло больше площади для галереи, для которой внешняя стена храма служила внутренней стеной. Этажи галереи, таким образом, не сужались кверху, подобно пирамиде, а наоборот — расширялись.

## История Храма Соломона
Великолепное здание Иерусалимского храма сделало его с самого начала центральным святилищем для всего Израиля.
Наряду с ним продолжали существовать и местные святилища — бамот и храмы в Араде, Шхеме, Бет-Лехеме, Мицпе-Гил‘аде и в Гив‘ат-Шауле (Гива), некоторые из этих храмов продолжали функционировать вплоть до религиозной реформы царя Иосии в VII веке до н. э. Также, в 7 км северо-западнее Иерусалима, в районе Моца, был найден храм периода X—VI вв. до н. э., очевидно функционировавший параллельно иерусалимскому, со схожими ему размерами, архитектурно и ориентацией по сторонам света. Помимо множества костей жертвенных животных, типичных для законов Библии, священных сосудов и др., на раскопках были найдены ритуальные статуэтки людей и животных. Оценки открытия варьируются — от необходимости уточнения степени централизации храмового культа той эпохи Иерусалимом, до согласия библейским текстам. Тем не менее комплекс Тель-Моца по неизвестным причинам в Библии не упомянут.
Вошло в обычай восходить три раза в год в Иерусалимский храм, как раньше в Скинию, которая располагалась в Силоме (Шило). Однако, ухудшение политической ситуации в конце правления Соломона и в дни его преемников отразилось на судьбе храма. Чтобы подорвать статус Иерусалима как духовно-политического центра всех израильских колен, основатель Израильского (Северного) царства Иеровоам I (930 год до н. э.) восстановил святилища в Вефиле (Бет-Эле) и Дане и превратил их в подобие Иерусалимского храма. В обоих храмах Иеровоам установил золотых тельцов.
Тем временем, в Иудее Иерусалимский храм всё более и более возвышался в глазах народа и занял первое место в поклонении Единому Богу. Гора Мориа, на которой стоял храм, стала считаться Божией горой, а храм — жилищем Господним. Уже древнейшие пророки, творения которых дошли до нас, предполагают, что Сион является исключительным местопребыванием Господа на земле (как некогда гора Синай). Чудесное избавление Иерусалима и вместе с ним всей Иудеи от нашествия Сеннахирима (Санхерива) в 701 году до н. э. ещё больше окружило Иерусалимский храм ореолом Божественной святости и чудодейственной силы. Однако, существование местных бамот рядом с постоянным храмом считалось нормальным явлением ввиду того значения, которое придавалось народом жертвоприношениям. Иерусалимский храм, очевидно, оказался недостаточным для удовлетворения народной потребности в отправлении религиозных обрядов.
Политическая слабость и военные поражения Иудеи плачевно сказывались на храмовой сокровищнице, храм неоднократно грабили, оскверняли и вновь восстанавливали. Так, Храм Соломона был ограблен уже во время царствования его сына Ровоама (Реховама) фараоном Сусакимом (Шишаком). При Амасии (Амации) израильский царь Иоас (Иехоаш) произвёл такой же хищнический набег на храм.
Иногда сами иудейские цари при нужде в деньгах брали из сокровищ храма. Так, Аса для подкупа арамейского царя Венедада I (Бен-Хадада I) взял всё серебро и золото, которые хранились в храме. Так же поступил и царь Ахаз, а позже «обрубил … стенки у подставок, и снял с них умывальные чаши; и снял он море с медных волов, что были под ним, и поставил его на каменный постамент», чтобы выплатить дань ассирийскому царю Тиглатпаласару. Даже благочестивый царь Езекия (Хизкияу) для уплаты большой контрибуции Сеннахириму «снял золото… с дверей дома Господня и с дверных столбов… и отдал его царю ассирийскому».
Тем не менее, производились и восстановления храма. Так, известно о ремонтах храма при царях Иудеи Иоасе (Иехоаше), Иоафаме и Иосии (Иошияу). Во время последнего ремонта был найден свиток Закона, приведший к религиозной реформе.
Царь Езекия (Хизкияу), находившийся под влиянием пророка Исаии (Иешаяу), сделал серьёзную попытку уничтожить местные святилища. Иерусалимский храм был объявлен единственным законным местом служения Богу Израиля в Иудее. Но его реформа была временной, после его смерти, при царе Манассии (Менаше) языческие капища были возобновлены, а в самом храме были поставлены статуя Астарты и языческие жертвенники и в нём были поселены блудницы.
Падение Северного царства и разрушение ассирийцами израильских храмов в Дане и в Вефиле (Бет Эле) в 732 и 721 годах до н. э. укрепило положение Иерусалимского храма в качестве центрального святилища всех израильских колен. В результате, паломники из бывшего Израильского царства прибывали на Песах в Иерусалим. С восшествием же на престол благочестивого царя Иосии (Иошияу) в 662 году до н. э. были ликвидированы все языческие культы, разрушены алтари в культовых центрах северных колен, и Иерусалимский храм был окончательно превращён в национально-религиозный центр.
С тех пор в Иудее было одно единственное Святилище, куда паломничали даже самаритяне. Эта реформа имела последствием и то, что Иерусалимский храм приобрёл слишком великую святость в глазах народа, и главы народа считали, что под его прикрытием им всё дозволено.
Вскоре после смерти Иосии (Иошияу) Навуходоносор забрал «часть сосудов дома Господня… и положил их в капище своем в Вавилоне».
Спустя 8 лет после этого, при царе Иехонии Навуходоносор захватил Иерусалим и «вывез все сокровища дома Господня… и изломал… все золотые сосуды, которые Соломон, царь Израилев, сделал в храме Господнем».
Ещё через 11 лет — в 586 году до н. э., после того, как Седекия (Цедкияу) объявил отделение Иудеи от Вавилона — вавилоняне под предводительством Навуходоносора захватили Иерусалим вновь и на этот раз полностью разрушили Храм Соломона до самого основания. Большинство жителей Иерусалима были убиты, оставшиеся взяты в плен и угнаны в рабство в Вавилонию (вавилонское пленение). Ковчег Завета был при этом утерян.
Со времени пророка Михея (начало VIII века до н. э.) пророки не переставали предостерегать, что в наказание за моральные и религиозные прегрешения Израиля храм будет разрушен. Разрушение храма и последовавшее за ним вавилонское пленение стало подтверждением этих пророчеств и, в результате, вызвало стремление к неукоснительному соблюдению Закона и надежду, в духе пророческих видений Иезекииля, на возвращение из изгнания и восстановление храма.
В память о разрушении храма и сопровождавших его событиях было установлено четыре поста, среди которых пост 9 Ава знаменовал день, когда был сожжён храм.

## Храм Соломона и тамплиеры
Орден тамплиеров (храмовников) — военно-религиозный орден христианских рыцарей-монахов, который был основан в 1118 году — имел непосредственное отношение к Храму Соломона, образ которого оказал значительное влияние на характер ордена.

Поскольку они не имели ни церкви, ни постоянного прибежища, король дал им на время местожительство в южном крыле дворца, близ Храма Господня. Служители Храма Господня дали им, на определённых условиях, место около дворца, которым они [служители] владели.
— Гильом Тирский, хронист XII в.
«Храм Господень» — имеется в виду находившаяся на Храмовой горе мечеть Аль-Акса, где располагался дворец короля иерусалимского Балдуина II. Главная резиденция тамплиеров располагалась в южном его крыле. В дань памяти храму, некогда стоявшему на этом месте, а также, возможно, чтобы отличать его от «Храма Господня», крестоносцы переименовали Купол Скалы (Куббат-ас-Сахра) в Храм Соломона. Отсюда и название самого ордена: «Бедные рыцари Христа и Храма Соломона», в документах же 1124-25 гг. тамплиеры именуются проще — «рыцари Храма Соломона» или «рыцари Иерусалимского храма». Да и само название «тамплиеры» произошло от «temple» — храм.

Подлинный храм в Иерусалиме — храм, в котором они живут вместе, не столь величественный, правда, как древний и знаменитый храм Соломона, но не менее прославленный. Ибо всё величие Соломонова храма заключалось в бренных вещах, в золоте и серебре, в резном камне и во множестве сортов дерева; но красота храма нынешнего заключена в преданности Господу его членов и их образцовой жизни. Тот вызывал восхищение своими внешними красотами, этот почитается из-за своих добродетелей и святых деяний, и так утверждается святость дома Господня, ибо гладкость мрамора не столь угодна Ему, как праведное поведение, и Он печется больше о чистоте умов, а не о позолоте стен.
— Exhortatio S. Bernardi ad Milites Templi, ed. Mabillon. Parisiis, 1839, torn. I, col. 1253–1278

Помещения их расположены в самом Храме Иерусалимском, не столь огромном, как древний шедевр Соломона, но не менее славном. Воистину, всё великолепие Первого храма состояло в бренном золоте и серебре, в полированных камнях и дорогих породах дерева, тогда как очарование и милое, прелестное украшение нынешнего — религиозное рвение тех, кто его занимает, и их дисциплинированное поведение. В первом можно было созерцать всяческие красивые цвета, тогда как в последнем — благоговеть пред всевозможными добродетелями и благими делами. Воистину, святость — подобающее украшение для дома Божия. Там можно наслаждаться великолепными достоинствами, а не блестящим мрамором, и пленяться чистыми сердцами, а не золочёными филёнками.
Конечно же, фасад этого храма украшен, но не каменьями, а оружием, а вместо древних золотых венцов стены его увешаны щитами. Вместо подсвечников, кадильниц и кувшинов обставлен этот дом сёдлами, упряжью и копьями.
— Бернар Клервоский (1091—1153), «Похвала новому рыцарству»

В 1118 году на Востоке рыцари крестоносцы — среди них были Жоффрей де Сен-Омер и Хуго де Пайен — посвятили себя религии, давши обет константинопольскому патриарху, кафедра которого всегда была тайно или открыто враждебна Ватикану со времен Фотия. Открыто признанной целью тамплиеров было защищать христианских пилигримов в святых местах; тайным намерением — восстановить Храм Соломона по образцу, указанному Иезекиилем. Такое восстановление, предсказанное иудейскими мистиками первых веков Христианства, было тайной мечтой Восточных патриархов. Восстановленный и посвященный Вселенскому культу, Храм Соломона должен был стать столицей мира. Восток должен был превалировать над Западом и патриархия Константинополя должна была верховенствовать над папством. Чтобы объяснить название тамплиеры (Храмовники), историки говорят, что Балдуин II, король Иерусалимский, дал им дом в окрестностях храма Соломона. Но они впадают здесь в серьёзный анахронизм, потому что в этот период не только не оставалось ни одного камня даже от Второго храма Зоровавеля, но трудно было и определить место, где эти храмы стояли. Следует считать, что дом, отданный тамплиерам Балдуином, был расположен не в окрестности Соломонова храма, а на том месте, где эти тайные вооружённые миссионеры Восточного патриарха намеревались восстановить его.
Тамплиеры считали своим библейским образцом каменщиков Зоровавеля, которые работали с мечом в одной руке и лопаткой каменщика в другой. Поскольку меч и лопатка были их знаками в последующий период, они объявили себя Масонским Братством, то есть Братством Каменщиков. Лопатка тамплиеров состоит из четырёх частей, треугольные лопатки располагаются в форме Креста, составляющего каббалистический пантакль, известный как Крест Востока.
— Элифас Леви (аббат Альфонс Луи Констан), «История магии»

## Храм Соломона в западной культуре

### Сэр Исаак Ньютон
Сэр Исаак Ньютон считал Храм Соломона прототипом всех храмов мира. По его словам, «Храм Соломона самый древний из больших храмов. По его образцу Сесострис построил свои храмы в Египте, и отсюда греки заимствовали свою архитектуру и религию». В своём труде Ньютон посвящает большую главу (гл. I) описанию устройства Храма Соломона.
Храм Соломона был для него чертежом Вселенной, носителем всех тайн мира, и он верил, что законы природы и Божественная Истина закодированы в его строении и в пропорциях между различными его частями и, изучая размеры храма, можно их расшифровать. Ньютон посвятил значительные усилия вычислению устройства Иерусалимского храма.

### В масонстве
Строение Иерусалимского храма оказало значительное влияние на идеи масонства (братства «вольных каменщиков»). Храм является центральным символом масонства. По словам Энциклопедии масонства (издания 1906 года), «Каждая ложа есть символ иудейского храма».
Согласно масонской легенде, возникновение масонства восходит к временам царя Соломона, который «есть один из искуснейших в нашей науке, и в его времена существовало много философов в Иудее». Они соединились и «представили философическое дело под видом сооружения Храма Соломонова: эта связь дошла до нас под именем Свободного каменщичества, и они по справедливости хвалятся, что взяли своё начало от сооружения храма».
Соломон поручил зодчему из Тира Хираму Абиффу руководство сооружением храма в Иерусалиме. Хирам разделил рабочих на три класса, что, по мнению масонов, послужило прообразом степеней масонства и особого символического языка масонства.
Среди прочего, большое значение в учении масонства придаётся колоннам Храма Соломона, которые носили название Боаз и Яхин.